# Timothy McTague

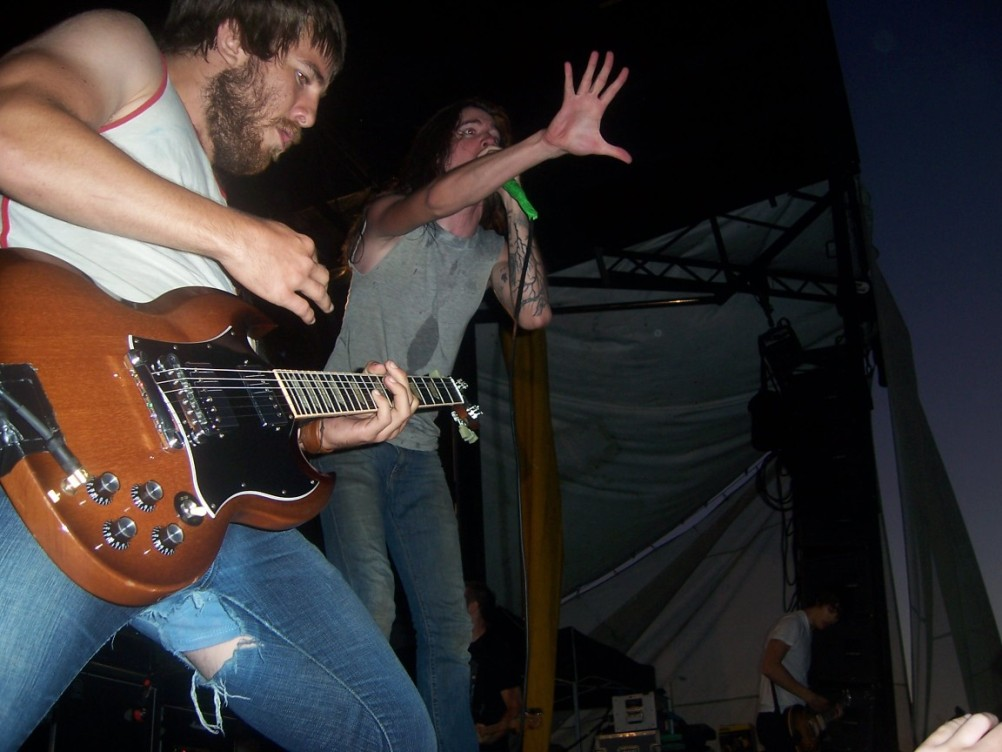
Timothy McTague och sångaren Spencer Chamberlain med Underoath 2006

Timothy Francis McTague, född 18 juli 1983 i Clearwater, Florida, är hardcorebandet Underoaths gitarrist. 
Tim använder en Gibson SG Special gitarr när han spelar med Underoath.